# Schloss Býchory

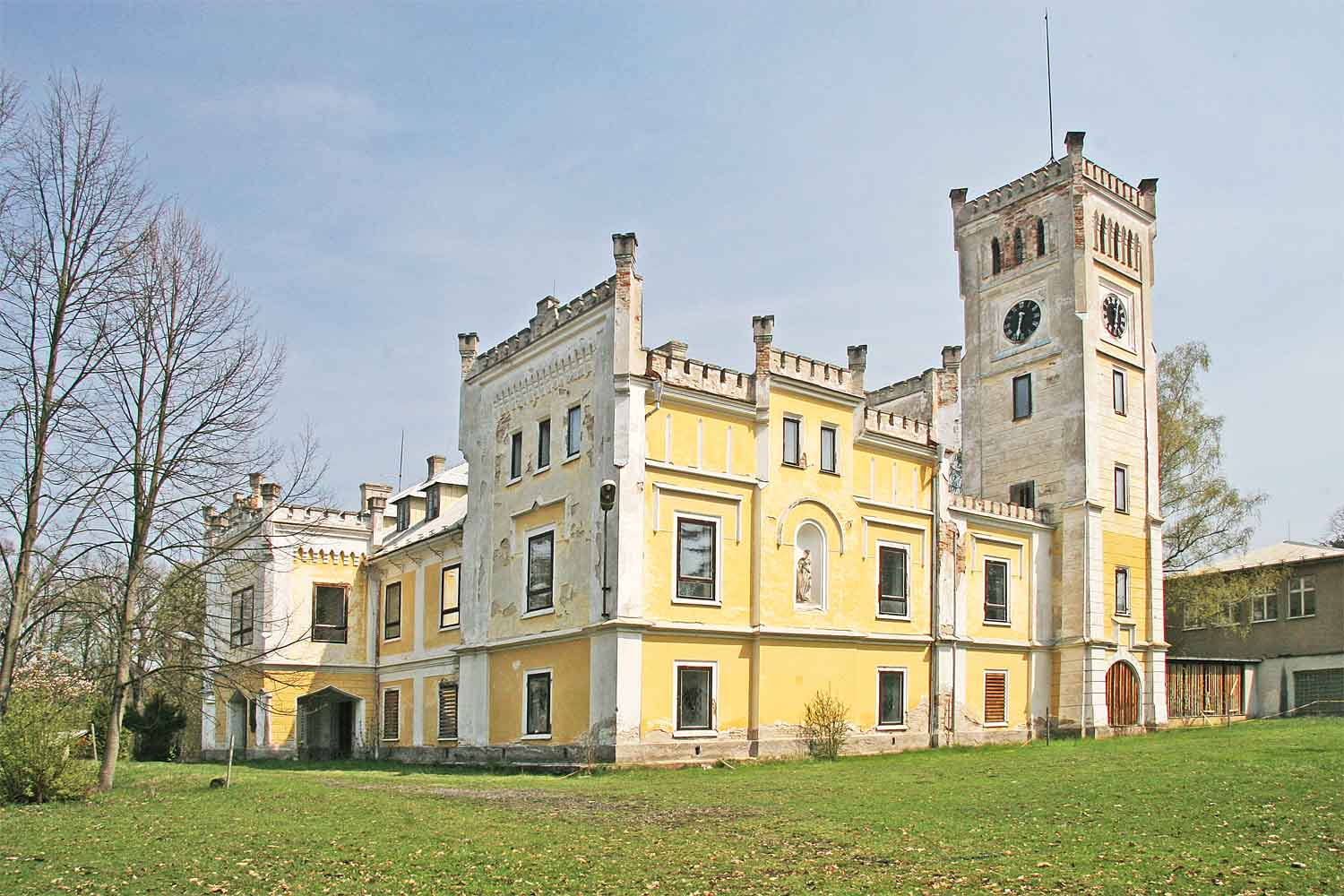
Schloss Horskýsfeld

Das neugotische Schloss Býchory bzw. Schloss Horskýsfeld (deutsch Horskysfeld) befindet sich in der Gemeinde Býchory im Okres Kolín in Tschechien.

## Geographie
Das im Tudorstil errichtete und mit Türmen und Zinnen verzierte viergeschossige Schloss Horskysfeld liegt, umgeben von einem englischen Landschaftspark, am südlichen Ortsrand von Býchory.

## Geschichte
An Stelle der alten Feste Býchory ließ um 1835 der Besitzer der Herrschaft Kolín, Wenzel Baron Veith, ein eingeschossiges Schloss errichten.
Neben dem alten Schloss entstand 1865 an der Stelle eines Forsthauses das vom Wiener Architekten Moritz Hinträger für Franz Seraph Horsky im neugotischen Tudorstil erbaute neue Landschloss Horskysfeld. In älteren Schriften wird mitunter der Baumeister Halla als Architekt genannt.
Das alte Schloss ließ Horsky als Villa Veith zum Kanzleigebäude für seine Angestellten umbauen. Beide Gebäude wurden mit einem überdachten Gang verbunden. 1891 erbte der Besitzer der Herrschaft Poděbrady, Philipp Ernst zu Hohenlohe-Schillingsfürst Horskyfeld. Nach dem Unfall seiner zehnjährigen Tochter Maria am 19. Jänner 1897 betrat Phillipp Ernst das Schloss nie wieder und verkaufte es 1904 dem Violinisten Jan Kubelík. Als Gäste Kubelíks weilten u. a. Oskar Nedbal und Josef Bohuslav Foerster auf dem Schloss. 1914 wurde Kubelíks Sohn Rafael Kubelík auf Horskysfeld geboren. Ab 1916 gehörte Schloss Horskyfeld dem Prager Winzer Eugen Tauber. 1920 wurde dessen Besitz konfisziert, und das Schloss diente danach als Erziehungsanstalt.
1994 erhielt die Familie Kubelík das Schloss zurück und verkaufte es 1998 an den Unternehmer Kabát, der das leerstehende Bauwerk verkommen ließ. Seit 2007 besitzt das Unternehmen ElitProfit das Schloss. Vorgesehen ist eine Sanierung und künftige Nutzung als Klinik für plastische Chirurgie.
Der Schlosspark ist nicht zugänglich und in einem verwilderten Zustand.
An der Villa Veith wurden während der Nutzung des Hauses als Erziehungsanstalt sämtliche architektonischen Verzierungen abgebrochen.